# Splendrillia hayesi
Splendrillia hayesi là một loài ốc biển, là động vật thân mềm chân bụng sống ở biển thuộc họ Drilliidae.